# Nord Noratlas
Nord Noratlas byl francouzský dvoumotorový střední dopravní a transportní letoun, řešený jako samonosný hornoplošník s trupovou gondolou a dvěma nosníky dvojitých svislých ocasních ploch.

## Vývoj
V dubnu 1947 zahájilo francouzské letectvo s představiteli leteckého průmyslu konstrukční podmínky pro vývoj univerzálního vojenského dopravního letounu, který by nahradil stroje Douglas C-47 Skytrain a AAC-1 Toucan (Junkers Ju 52). V létě 1948 bylo rozhodnuto o stavbě tří prototypů různých firem pro volbu Armée de l'Air.
Soutěže se zúčastnil také znárodněný letecký podnik SNCAN (Société Nationale de Construction Aéronautiques du Nord), který byl v roce 1957 přejmenován na Nord Aviation. SNCAN do soutěže navrhl typ N-2500, který byl ovlivněn americkou konstrukcí Fairchild C-82 Packet. Prototyp N-2500.01 (imatrikulace F-WFKL), stavěný v závodě Issy-les-Moulineaux (bývalý Caudron), byl po dohotovení rozebrán a odeslán pozemním transportem na zkušební letiště Melun-Villaroche. Šéfpilot SNCAN Claude Chautemps s ním provedl první let 10. září 1949. Po další sérii letů, zahájených 14. listopadu 1949, byl v dubnu 1950 přelétnut na zkušební letiště vojenského letectva v Brétigny. Po červencovém předvedení veřejnosti na pařížském leteckém dnu zůstal v Brétigny jako trvalý zkušební objekt. Létal většinou s pevně otevřenou zádí trupové gondoly a sloužil k testům svrhování větších nákladů padákem z různých výšek. Dobré vlastnosti draku N-2500 však znehodnocovala dvojice dvouhvězdicových čtrnáctiválcových motorů SNECMA 14R s nízkou životností a nedostatečným výkonem. Vrtule byly třílisté
Druhý z objednaných prototypů byl proto dokončen v provedení N-2501.2 (F-WFUN) s licenčními pohonnými jednotkami SNECMA Hercules 738 britské firmy Bristol o vzletovém výkonu 1500 kW. Poháněly čtyřlisté automatické vrtule Rotol, vyráběné v britské licenci společností Breguet. Druhý vyrobený exemplář byl zalétán 28. listopadu 1950 a již 1. prosince byl přelétnut do Brétigny k porovnávacím zkouškám s N-2500.01. Jednoznačný výsledek vedl k objednávce francouzského vojenského letectva na první sérii 40 kusů N-2501, která byla později rozšířena na dalších 152 kusů.

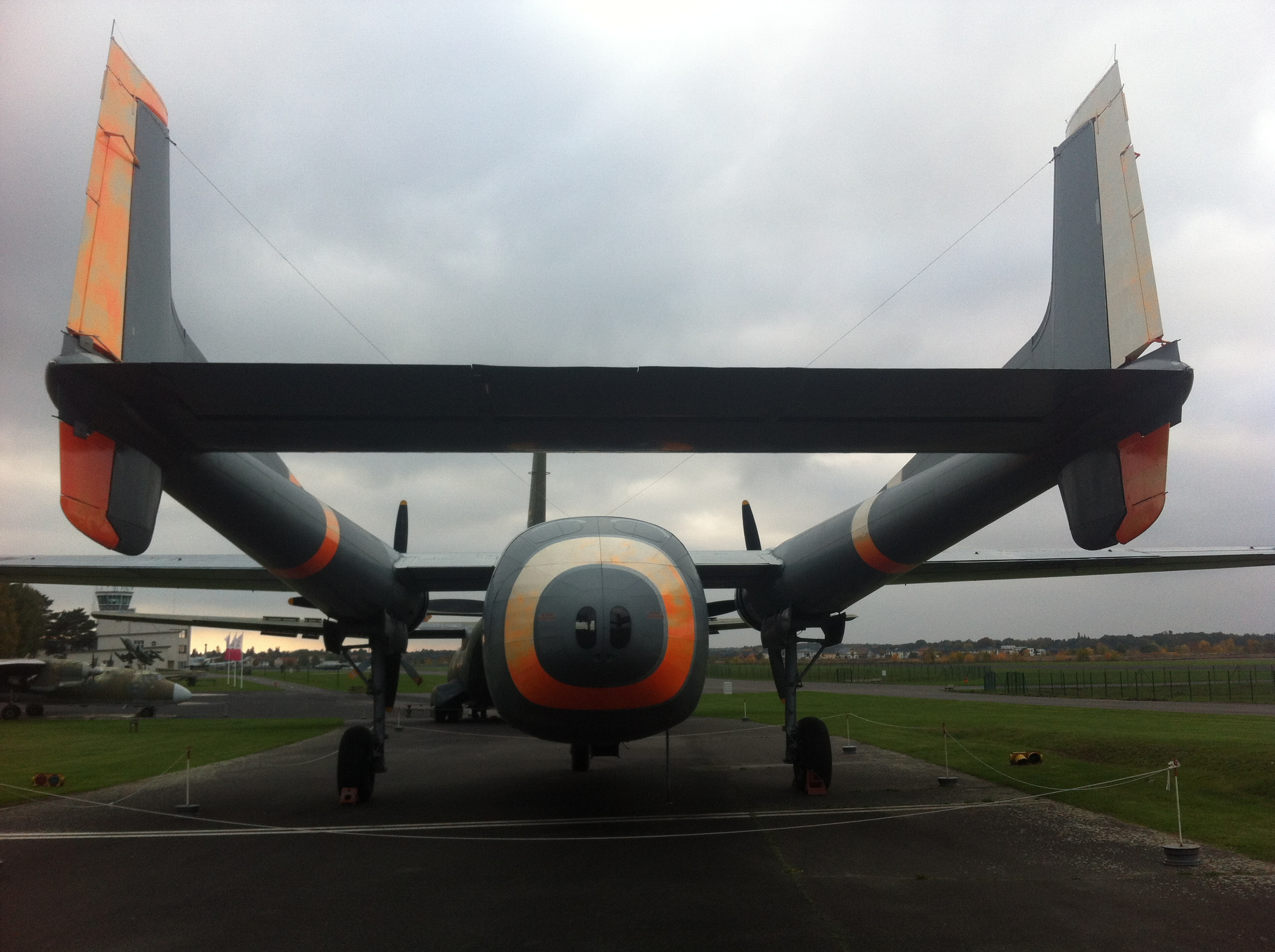
Pohled na zadní část trupové gondoly N-2501 Noratlas s nákladovými vraty

Produkce letounu pokračovala ověřovací sérií o třech kusech typových čísel N-2501.03 .04 a .05, které odpovídaly konečným požadavkům Armée de l'Air. Stroj N-2501.03 vzlétl v září 1952 a zůstal pokusným letounem vojenského letectva. Letoun N-2501.04 (F-WFRG) byl majetkem společnosti SNCAN a používal se pro přestavby na další verze. Pátý vyrobený kus N-2501.05 převzalo vojenské letectvo v květnu 1953. Letoun byl převelen na zkušební a pokusnou základnu v Mont-de Marsan, kde se používal pro zkoušky výsadkové techniky až do roku 1973. Na této základně se zkoušel také N-2501.02, kde byl porovnáván s C-82 zapůjčeným americkým letectvem. Dne 6. července 1952 druhý prototyp havaroval na letišti Bron u Lyonu, celá osádka zahynula.
Samotná sériová výroba probíhala se zapojením většího počtu závodů. Křídla se vyráběla u Breguetu v Anglet, trupové gondoly v závodě SNCAN v Bourges, nosníky ocasních ploch a vlastní plochy v SNCAN Mureaux. Konečná montáž probíhala nejprve v obou závodech SNCAN, následně byla soustředěna do Bourges, kde vzniklo i přejímací středisko vojenského letectva. První sériový stroj N-2501 vzlétl v Mureaux 24. listopadu 1952 a 9. ledna 1953 byl slavnostně pokřtěn jménem Noratlas. Vojenské letectvo jej převzalo 12. června 1953. Od 81. stroje dostávaly táhlejší kýlový přechod ze svislých ocasních ploch do nosníků, které končily těsně u odtokové hrany křídla.

## Prototypy

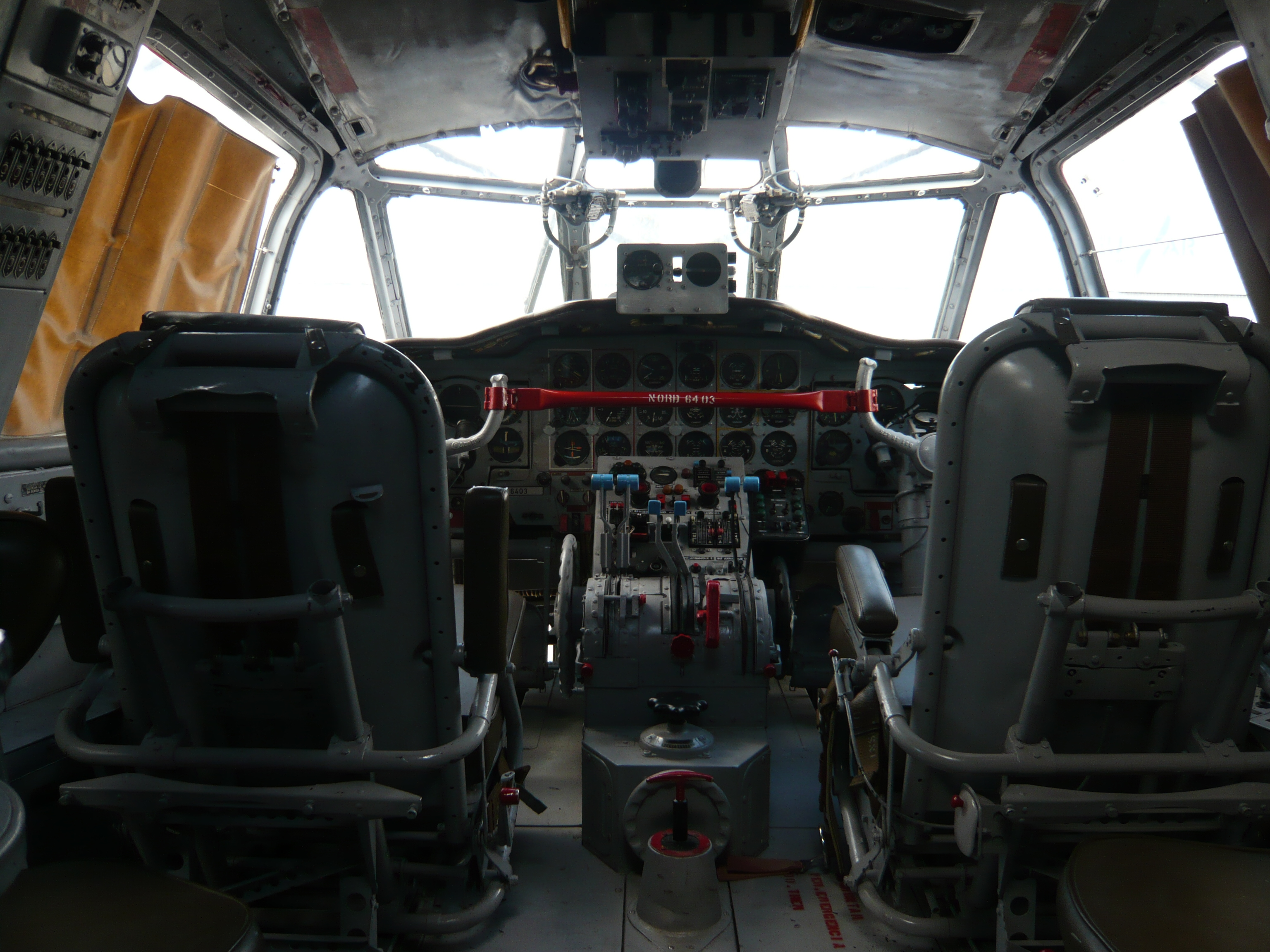
Kokpit Noratlasu

V roce 1959 byl vyroben čistě nákladní civilní prototyp N-2502C, který však nenalezl zákazníka.
Další verzí, která nepřekročila prototypovou fázi, byl stroj s označením Nord N-2503. Ve snaze zvýšit výkony základních letounů namontovali konstruktéři na drak N-2501.04 americké dvouhvězdicové osmnáctiválce Pratt & Whitney R-2800-CB17 po 1838 kW, vybavené dvoustupňovými kompresory. Letové testy byly zahájené 31. ledna 1956. Přes zvýšení vzletové hmotnosti na 23 000 kg opět nenalezl zákazníka.
Dne 9. srpna 1956 se do vzduchu poprvé dostal další jediný prototyp, N-2506 (F-WIEX), určený k přistávání na nezpevněných polních letištích v blízkém týlu fronty. N-2506 byl vybaven dvouštěrbinovými vztlakovými klapkami s vyšším brzdícím účinkem a podstatně zesílenou kostrou letounu. Podvozek letadla byl upravený tak, že se na zemi mohly hlavní podvozkové vzpěry zkrátit, aby zadní vrata trupové gondoly byla jen 0,5 m nad zemí. Příďové kolo bylo dvojité. Zadní vrata se neotevírala mechanicky jako u předešlých variant, ale hydraulicky z prostoru osádky. Prototyp byl rovněž vybaven přídavnými proudovými motory Marboré, instalované poprvé u verze N-2502A v roce 1954.
Těmito proudovými motory byl dodatečně vybaven i prototyp N-2503, který poté nesl typové označení N-2508 (F-BFRG). Vznikl tak stroj s výbornými vlastnostmi pro vzlet na výše položených letištích. Zalétán byl 27. května 1957. Mezi 15. listopadem 1957 a 12. lednem 1958 létal s francouzskou osádkou v himálajské oblasti v pronájmu u Indické společnosti Kalinga Air Lines. Zvládl i vzlety s jedním zastaveným motorem na letišti Leh ve výši 3500 m nad mořem. Po návratu do Francie byl prodán do NSR.
Posledním prototypem Noratlasu byl N-2508B (F-WUDZ). Byl vybaven stejně jako předchozí prototyp, mohl však nést až 7900 kg nákladu při doletu 2800 km. Také tento stroj byl odprodán do NSR.

## Nasazení

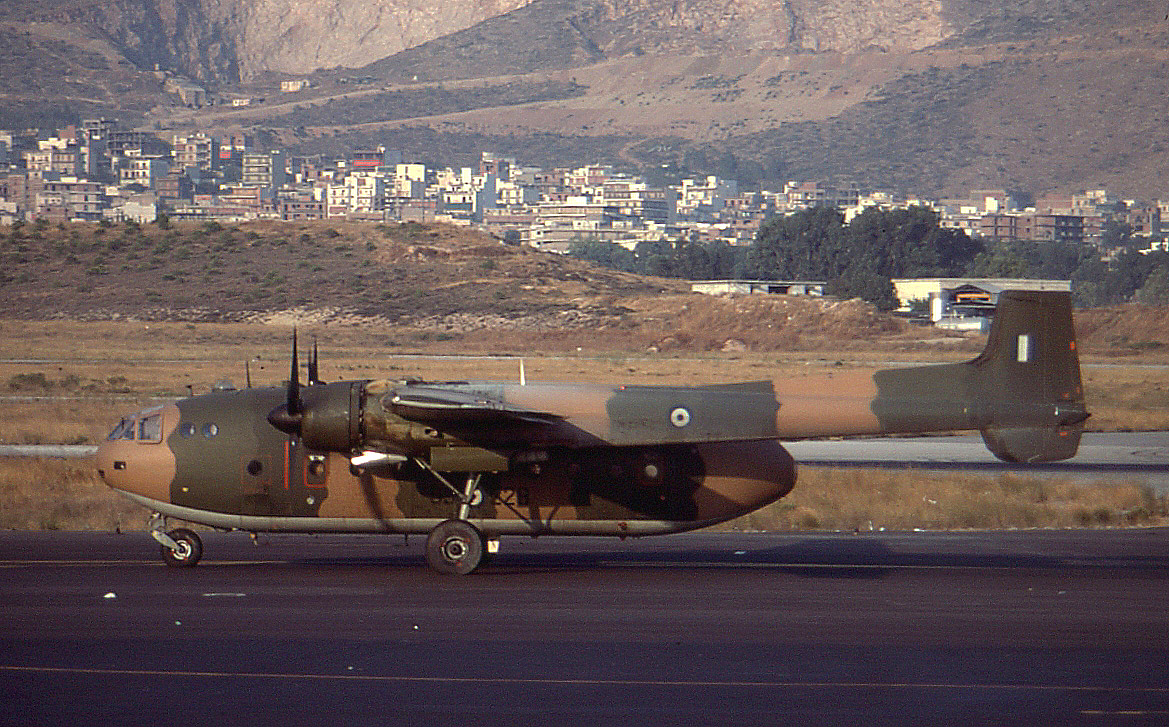
Řecký Nord Noratlas

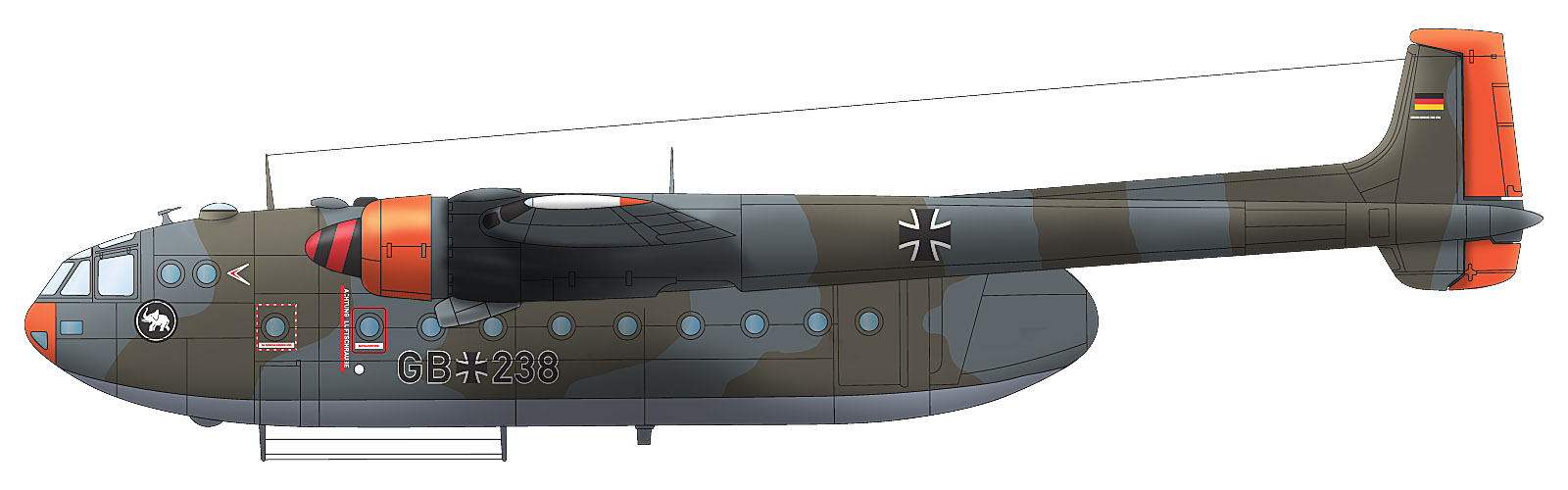
Nord N-2501D Noratlas (GB+238), LTG 62, Luftwaffe

Za účelem podpory exportu vykonal 4. února 1953 N-2501.04 Noratlas (F-BFRG, ex F-WFRG) pokusný let v délce 4200 km s deseti osobami na palubě, který byl přípravou na transatlantickou cestu do Jižní Ameriky. 28. února pak po trase Paříž-Dakar-Recife-Rio de Janeiro odlétl na tento kontinent. Brazilský dopravce Compagnia Aerovias poté objednala pět Noratlasů pro civilní nákladní službu.
V září 1953 odlétl N-2501.05 (F-BBGP), zapůjčený od vojenského letectva, na předvádění do Izraele. Výsledkem úspěšného turné byla od roku 1955 do května 1959 postupná dodávka devíti Noratlasů ve verzi N-2501IS pro izraelské vojenské letectvo.
Mezitím pokračovaly dodávky Noratlasů pro francouzské vojenské letectvo, zahájené v červnu 1953, přičemž k lednu 1958 jich mělo na stavu 135. Využívány byl i v tehdejší Francouzské Indočíně (Vietnam) v roli evakuačních letounů francouzské armády i civilních osob. V Armée de l'Air zůstaly v omezeném počtu do počátku 80. let 20. století.
V roce 1954 projevila o Noratlas zájem francouzská dopravní společnost UAT (Union Aéromaritime de Transport), operující v tehdejších francouzských koloniích v rovníkové Africe. Objednala si stroj N-2501A s civilním vybavením pro 45 až 47 pasažérů. Podle potřeby bylo možno sedadla vyjmout a použít trup letadla pro přepravu nákladů nebo kombinovanou dopravu. Na přání přepravce byl její N-2501A vybaven pohonnými jednotkami Hercules 758 o výkonu po 1195 kW. Provoz v extrémním horkém počasí tropů si však vyžádal dodatečnou instalaci dvou doplňkových proudových motorů Turboméca Marboré II o tahu po 3,9 kN v gondolách na konci křídla. Takto upravený Noratlas nesl typové označení N-2502A a společnost UAT pak převzala dalších šest strojů (F-BGZA až F-BGZG), jejichž mateřská základna byla v Douale. První Noratlas zde začal operovat v září 1954, poslední sedmý letoun byl dodán v březnu 1958. Později UAT prodala šest svých N-2502A portugalskému vojenskému letectvu.
Francouzské vojenské letectvo testovalo proudové motory Marboré II na 40. letounu série s označením N-2501E s dvojicí hlavních motorů Hercules 739, který měl vyšší cestovní rychlost. Letouny s přídavnými proudovými pohonnými jednotkami Marboré musely být vybaveny přídavnými palivovými nádržemi na petrolejové palivo kerosen a jejich kostry křídel byly vyztuženy, aby snesly zvýšené namáhání.
Noratlasy byly nasazeny také v akcích Velké Británie a Francie proti Egyptu od 31. října do 6. listopadu 1956. Nosily ze základny na ostrově Kypr zásoby francouzským jednotkám a vysazovaly parašutisty při obsazování města Port Said.
V červenci 1956 objednala západoněmecká Luftwaffe pro své dopravní složky 25 Noratlasů, které byly vzhledem k dílčím úpravám značeny N-2501D. První stroj byl dodán 23. listopadu 1956. Dalších 112 kusů bylo postaveno sdružením leteckých továren NSR Flugzeugbau Nord, zahrnující firmy Hamburger Flugzeugbau, Siebel a Wesser. První letoun z této produkce vzlétl 6. srpna 1958. V roce 1964 začala Luftwaffe své Noratlasy rozprodávat do Portugalska, Nigérie, Řecka, Hondurasu a Izraele.
V roce 1957 koupila první ze tří letounů Noratlas v provedení N-2501B (F-OBDX) letecká společnost Air Algérie. Provozovala s nimi od září 1957 nákladní a osobní dopravu na ropná naleziště na Sahaře. Společně s dalšími dvěma stroji F-OBDY a F-OBDZ byl upraven na variantu N-2502B.
Dalším zákazníkem se v roce 1957 stalo Aéronavale, které u Nordu objednalo čtyři Noratlasy s vybavením pro výcvik operátorů letadel protiponorkového a protilodního průzkumu. Prototyp této verze N-2504 byl zalétán 17. listopadu 1958. Letoun s přídavnými motory Marboré měl trupovou gondolu upravenu pro osm operátorů a jednoho instruktora, vlastní osádka stroje zůstala pětičlenná. Rozpočet námořního letectva na rok 1958 původně počítal s další dvacítkou Noratlasů, pro úsporné škrty však zůstal N-2504 v jediném exempláři.

## Specifikace (N-2501)

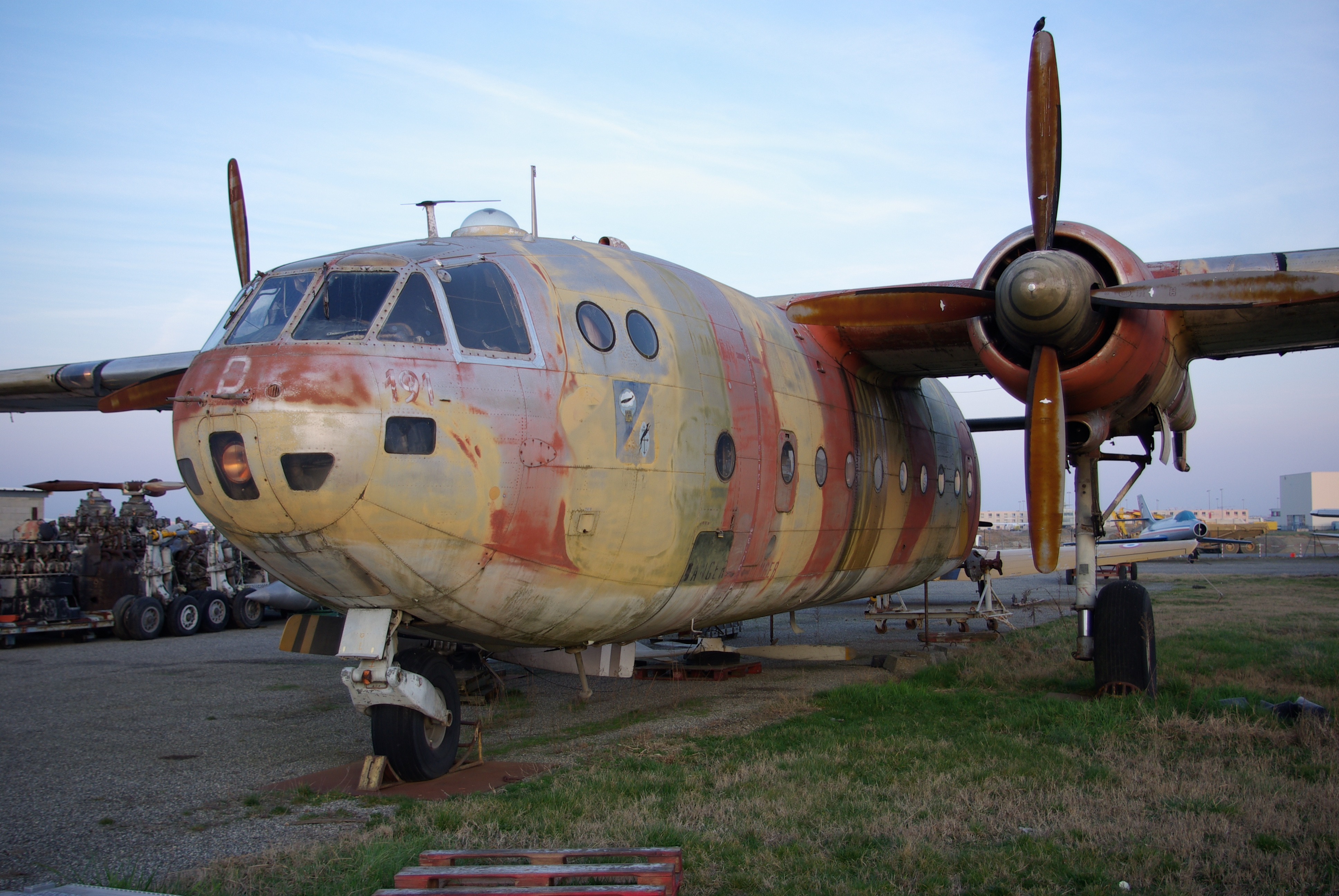
Nord N-2501 Noratlas, Musée des ailes anciennes, Toulouse

Údaje dle

### Technické údaje
- Osádka:
- Kapacita:
- Rozpětí: 32,50 m
- Délka: 21,96 m
- Výška: 6,00 m
- Nosná plocha: 101,20 m²
- Hmotnost prázdného letounu: 13 300 kg
- Vzletová hmotnost: 22 000 kg

### Výkony
- Maximální rychlost v 1500 m: 405 km/h
- Cestovní rychlost: 320 km/h
- Stoupavost u země: 6,25 m
- Maximální dolet: 4000 km
- Dostup: 7100 m